# Южа (село)
Южа — село Южского района Ивановской области, входит в состав Южского городского поселения. 

## География
Село примыкает к райцентру городу Южа с северо-востока на автодороге 24Н-323 Южа – Талицы – Мугреевский.

## История
Церковь Николая Чудотворца в Юже упоминается в окладных книгах 1628 года в поместье Юрия Толмачева. В 1795 году вместо деревянной церкви в Юже построен был каменный храм с колокольней, а деревянная церковь в 1819 году перенесена на кладбище, где и оставалась до 1837 года. В 1862-63 годах каменный храм был распространен на средства помещика Протасьева, колокольня была построена вновь. В 1888 году церковь возобновлена на средства фабриканта Л.А. Балина. Престолов в церкви было два: главный — в честь Смоленской иконы Божьей Матери, в приделе во имя Святого Николая Чудотворца. В селе Южа с 1886 году существовала земская народная школа, учащихся в 1897 году было 45.
В конце XIX — начале XX века деревня входила в состав Холуйской волости Вязниковского уезда Владимирской губернии, с 1925 года — в составе Южской волости Шуйского уезда Иваново-Вознесенской губернии. В 1859 году в деревне числилось 78 двора, в 1905 году — 44 дворов.
С 1929 года деревня входила в состав Южского сельсовета Южского района, с 1974 года — в составе Нефёдовского сельсовета, с 2005 года — в составе Южского городского поселения.

## Население
| 1859 | 1905 | 2010 |
| ---- | ---- | ---- |
| 379  | ↘215 | ↘116 |

## Достопримечательности
В селе расположена действующая Церковь Смоленской иконы Божией матери (1790 — 1888).